# Rositz
Rositz es un municipio situado en el distrito de Altenburger Land, en el estado federado de Turingia (Alemania), a una altitud de 200 metros. Su población a finales de 2016 era de unos 2900 habitantes y su densidad poblacional, 230 hab/km².
Dentro del distrito, el municipio es la sede administrativa de la mancomunidad (Verwaltungsgemeinschaft) de Rositz, en la cual está asociado junto a otros siete municipios vecinos. En su territorio se incluyen las pedanías y barrios de Fichtenhainichen, Gorma, Schelditz y Molbitz, antiguos municipios que se incorporaron al término municipal de Rositz en un proceso de fusión de municipios que abarcó desde 1923 hasta 1973.
Fue fundado como un asentamiento circular (Rundling), posiblemente de origen sorbio, y se menciona por primera vez en un documento de 1181. Antes de la unificación de Turingia en 1920, la localidad pertenecía al ducado de Sajonia-Altemburgo.